# 가을에 온 여인
《가을에 온 여인》(The Woman Coming in Fall)은 한국에서 제작된 정진우 감독의 1965년 드라마 영화이다. 최은희 등이 주연으로 출연하였고 곽정환 등이 제작에 참여하였다.

## 출연

### 주연
- 최은희
- 강신성일
- 장동휘
- 최난경

## 기타
- 원작자: 박경리
- 조명: 박진수
- 미술: 홍성칠